# El joven Simbad
El joven Simbad; Sinbad Jr. en inglés; es un personaje de ficción, supuestamente hijo del mítico marino protagonista del cuento de las Mil y una noches; (Arabian Nights); Simbad el Marino. Siendo la primera aparición del personaje en 1957, en la serie de Pow Wow, the indian boy. Después se crearía una serie propia para el personaje que llevaría el título de El joven Simbad y su cinturón mágico. 
- Se comenzó entonces a emitir la serie, a cargo del productor Sam Singer, en diferentes emisoras de televisión sindicadas.
- En 1960, la compañía cinematográfica American International Pictures, reclamó para sí los derechos sobre la propiedad del nombre de Sinbad, al haber realizado la película Los viajes de Simbad el Marino (The Magic Voyages of Sindbad).
- No fue hasta el 11 de septiembre de 1965 que la serie del joven Simbad y su cinturón mágico, pudiera volver a ser emitida.
- Sin embargo, el uso de una animación limitada demasiado pobre, en su realización, hizo que la serie no gozase de buena salud. Por lo cual, se encargó a los estudios de animación de la compañía estadounidense Hanna-Barbera, que creara nuevos capítulos.[1]

## Personajes
- El joven Simbad: Es un muchacho normal y alegre, que ejerce de marinero. Es pelirrojo. Viste una camiseta blanca, unos pantalones azules, con zapatos negros. Lleva también una gorra sencilla de Capitán de color azul. También tiene un cinturón mágico, en que cuando se lo coloca adquiere la fuerza de cincuenta hombres y el músculoso aspecto de una estatua griega (un tanto caricaturizado, si bien es cierto). Con este poder lucha contra criminales y malvados, tales como el Capitán Sly, Blubbo y Rotcoddam.

- Salty: Es un loro, caricaturizado y parlante, que viste una camiseta blanca con rayas horizontales rojas y un sombrerito de grumete. Salty que siempre acompaña al joven Simbad en sus aventuras. Lejos de comportarse como un animal irracional, Salty, comprende, conversa , avisa y ayuda a Simbad cuando hay peligro.

## Voces y Doblajes
- El joven Simbad: Dal McKennon en su primera versión de 1960 Tim Mathieson se encargó de las voces del joven Simbad en la producción de Hanna-Barbera.
- Salty: Mel Blanc le dio vida a la inseparable máscota del joven Simbad.

## Episodios
- La lista de episodios, con su título original en inglés y traducido.
- La serie comenzó a emitirse el 11 de septiembre de 1965, por cadenas de televisión sindicadas.
- El formato de emisión agrupaba tres capítulos, de una duración aproximada de entre 5 y 8 minutos (carátula incorporada), llenando un espacio de media hora.[2]

1. Apaleadores(Drubbers) 11 de septiembre de 1965 :El sultán ha encerrado a Salty en una mazmorra para obligar a Simbad a que salve a su hermana de un Dragón escupe-fuego.
2. Duro contra la roca(Rock Around The Rock) 11 de septiembre de 1965: Simbad y Salty se disfrazan de vaca para apresar a un cuatrero que está robando ganado.
3. (Ronstermon) 11 de septiembre de 1965
4. El Capitán Sly (Captain Sly) 18 de septiembre de 1965
5. Cavernícola aturdido(Caveman Daze) 18 de septiembre de 1965
6. Circo. Hola Jinks (Circus Hi Jinks) 18 de septiembre de 1965
7. En guardia centinela(Look Out, Lookout) 25 de septiembre de 1965
8. La típica mala noche (Typical Bad Night) 25 de septiembre de 1965
9. El freno de la trituradora (Woodchopper Stopper) 25 de septiembre de 1965
10. Las Noches Árabes ( Arabian Knights ) 2 de octubre de 1965
11. Lunatica Luna (Moon Madness) 2 de octubre de 1965
12. La Risa del Tamañomografo (Sizemograph Laugh) 2 de octubre de 1965
13. El gran cinturón chapucero (Big Belt Bungle) 9 de octubre de 1965: El cinturón mágico de Simbad ha sido robado y Simbad deberá recuperarlo antes de que el ladrón comience a usarlo para sus maléficos planes.
14. Jack y el Gigante (Jack & The Giant) 9 de octubre de 1965
15. Giro completo del juego (Turnabout is Foul Play) 9 de octubre de 1965
16. Elefante en hielo (Elephant On Ice) 16 de octubre de 1965
17. Mister Jekyll y Mister Hyde (Jekyll And Hyde) 16 de octubre de 1965
18. Chifladura fantasmal (Kooky Spooky) 16 de octubre de 1965
19. Cercado (Belted About) 23 de octubre de 1965
20. El reto del gran sello (Big Deal Seal) 23 de octubre de 1965
21. El oro debe ir a través (The Gold Must Go Through) 23 de octubre de 1965
22. Cinturón, hebilla y Boom (Belt, Buckle & Boom) 30 de octubre de 1965
23. Cabeza de chorlito (Birdnapper): 30 de octubre de 1965
24. Los Pequeños Tenniputianos (Tiny Tenniputians) 30 de octubre de 1965
25. El Gran Matón Blubbo (Big Bully Blubbo Behaves) 6 de noviembre de 1965
26. El joven Simbad y el cohete lunar (Sinbad Jr & The Moon Rocket) 6 de noviembre de 1965
27. la amenaza Veneciana (The Menace Of Venice) 6 de noviembre de 1965
28. El Murciélago Mental (Bat Brain) 13 de noviembre de 1965
29. El Villano invisible (Invisible Villain) 13 de noviembre de 1965
30. El triste Gladiador (Sad Gladiator) 13 de noviembre de 1965 # Los tipos hipnotizados (Hypnotized Guys) 20 de noviembre de 1965 : Roctoddam es el líder de una banda llamada los Chicos malos Sociedad Limitada. Roctoddam planea con hacerse con el control de toda la ciudad. Su asistente Egoots hipnotiza al Joven Simbad y lo utiliza para cometer robos y pillajes. Tan sólo Salty podrá sacar del terrible trance en el que se encuentra su compañero.
31. El Caniche de Tamañomogarabato (Sizemodoodle Poodle) 20 de noviembre de 1965
32. la Aventura de Abou Ben Blubbo (The Adventure Of Abou Ben Blubbo)20 de noviembre de 1965 : El joven Simbad y Salty están disfrutando de unas vacaciones en Egipto cuando se enteran del secuestro de la Princesa Sheba. Simbad descubre que el maléfico Abu Ben Bluboo está detrás de todo ello.
33. Rostros del Espacio (Faces from Space)27 de noviembre de 1965: Unos extraterrestres aterrizan su nave en la tierra y comienzan una serie de actos delictivos. El joven Simbad y Salty investigan y descubren que es Rotcoddam quien está detrás de todo el asunto.
34. Locas películas (Mad Mad Movies)  27 de noviembre de 1965
35. Verdaderos robos (The Truth Hurts) 4 de diciembre de 1965
36. Pájaro divino (Bird God) 4 de diciembre de 1965
37. El Hechicero diabólico (Evil Wizard) 4 de diciembre de 1965
38. El As de las carreras de lanchas (Boat Race Ace) 11 de diciembre de 1965
39. Caballero terrorífico (Knight Fright) 11 de diciembre de 1965
40. Mi hermosa Sirena (My Fair Mermaid) 11 de diciembre de 1965
41. (Sea Going Penguin) 18 de diciembre de 1965
42. el joven Simbad y el Imán Mítico (Sinbad Jr & The Mighty Magnet) 18 de diciembre de 1965
43. La aventura del Helado Fracas (The Adventure Of Frozen Fracas) 18 de diciembre de 1965
44. El hombre de Hojalata (Tin Can Man) 25 de diciembre de 1965
45. La cultura del Buitre (Vulture Culture) 25 de diciembre de 1965
46. Trabajos en cera salvaje (Wild Wax Works) 25 de diciembre de 1965
47. Estofado Irlandés (Irish Stew) 8 de enero de 1966
48. El Joven Simbad y los Contrabandistas (Sinbad Jr & The Counterfeiters) 8 de enero de 1966
49. La risa del Caballito de Mar (Sea Horse Laughs) 8 de enero de 1966
50. (Hot Rod Salty ) 15 de enero de 1966
51. El tesoro hundido (Sunken Treasure) 15 de enero de 1966
52. Dodo un go go (Dodo A Go Go) 15 de enero de 1966
53. La mina de oro embarrada (Gold Mine Muddle) 22 de enero de 1966
54. Carrera pálida (Paleface Race) 22 de enero de 1966
55. El Surfista Bully (Surfboard Bully) 22 de enero de 1966
56. La fábrica del cinturón mágico (Magic Belt Factory) 29 de enero de 1966
57. Capealos Simbad (Ride'em Sinbad) 29 de enero de 1966
58. El joven Simbad y el arma suprema (Sinbad Jr & The Master Weapon) 29 de enero de 1966
59. Vuela por el Caballero (Fly By Knight) 5 de febrero de 1966
60. Los Creadores de lluvia falsos (Rainmaker Fakers) 5 de febrero de 1966
61. El tesoro de las pirámides (Treasure Of The Pyramids) 5 de febrero de 1966
62. El asesino Diller (Killer Diller) 12 de febrero de 1966
63. Lio en el Ferrocarril (Railroad Ruckus) 12 de febrero de 1966
64. La casa de te Louse (Teahouse Louse) 12 de febrero de 1966
65. Blubbo se convierte en mono (Blubbo Goes Ape)  19 de febrero de 1966
66. Super Duplicador (Super Duper Duplicator) 19 de febrero de 1966
67. La buena escritura de la montura (The Good Deed Steed) 19 de febrero de 1966
68. El Ganso bobo de Bluboo (Blubbos Goose Goof) 26 de febrero de 1966
69. Hola Delfín (Hello Dolphin) 26 de febrero de 1966
70. El Mosquito monstruo (The Monster Mosquito) 26 de febrero de 1966
71. Grita oveja (Cry Sheep) 5 de marzo de 1966
72. El Secreto de la Serpiente marina (Sea Serpent Secret) 5 de marzo de 1966
73. La Morsa Wacky (Wacky Walrus) 5 de marzo de 1966
74. Galleta de alcaparras (Cookie Caper) 12 de marzo de 1966
75. Aturdido de edad (Daze Of Old) 12 de marzo de 1966
76. Salida de caza (Way Out Manhunt) 12 de marzo de 1966
77. El Gaucho Bluboo (Gaucho Blubbo) 19 de marzo de 1966
78. ( Claim Jumper) 26 de marzo de 1966
79. Los escarabajos espaciales (Space Beetles) 2 de abril de 1966
80. Horror dinosaurio (Dinosaur Horror) 9 de abril de 1966
81. Cabriola Cangura (Kangaroo Kaper) 16 de abril de 1966: Simbad recibe un mensaje sobre unos canguros que están asaltando las ciudades de Austrailia. Pronto descubre que en realidad los canguros no son si no Hurley y Burley disfrazados para evitar sospechas y que culpen a unos inocentes animales.
82. Tiempo de la siesta (Siesta Time)
83. Toros antiguos (Bull Antics)
84. El fantasma de Jig Saw (Jig Saw Phantom)
85. Secuestrado (Kidnapped)
86. Asesino de tigres (Killer Tiger)
87. Negocio simio (Monkey Business)
88. (Out West) (1966)
89. El tiburón pirata (Pirate Shark)
90. Agita la botella (Shake the Bottle)
91. El Joven Simbad y el hechicero solar (Sinbad Jr. And The Sun Wizard)
92. El Dragón de Fuego (The Fire Dragon)
93. La Alfombra voladora (The Flying Carpet)
94. La momia (The Mummy)
95. La trampa de los Plutonitas (The Pluto People Trap)
96. (The Tick Bird)
97. El Genio del viento (The Wind Geni)
98. 84La trampa del Trampero Feliz (Trap Happy Trapper) 7 de mayo de 1966
99. La red del demonio (Web of Evil)
100. 85La ballena del cuento (Whale Of A Tale) 14 de mayo de 1966
101. 86Torbellino hechizado (Wicked Whirlpool) 21 de mayo de 1966

## Historieta
En 1965 La editorial publicó dos volúmenes con las historias del marino. El dibujo estaba a cargo de Tony Tallarico